# 萨尔茨卡默古特地区圣沃尔夫冈
萨尔茨卡默古特地区圣沃尔夫冈是奥地利上奥地利州格蒙登县的一个市镇。总面积56.6平方公里，总人口2757人，人口密度48.7人/平方公里（截至2019年1月1日）。

## 建筑
- 圣沃尔夫冈朝圣教堂
- 白马酒店